# Manu Ayerdi
Manuel Ayerdi Olaizola (San Sebastián, 13 de enero de 1967), más conocido como Manu Ayerdi, es un economista y político español de ideología nacionalista vasca. Entre 2019 y 2021, bajo la presidencia de María Chivite, fue el consejero de Desarrollo Económico y Empresarial del Gobierno de Navarra, al dimitir por una investigación iniciada a partir de una querella de UPN por la concesión de 2,6 millones de euros a Davalor Salud en la legislatura anterior.
Entre 2015 y 2019, fue consejero de Desarrollo Económico y vicepresidente primero del Gobierno con la presidenta Uxue Barkos.

## Trayectoria
Tiene una Licenciatura en Economía y Administración de Empresas por la Universidad de Deusto.
Es  licenciado  en  Ciencias  Empresariales  por  la  Universidad  de  Deusto  Campus  de  San Sebastián  ESTE  (1989)  y  postgrado  en  Experto  en  Gestión  Financiera  de  Pymes, organizado por la citada Universidad y Elkargi (1996). 
Es bilingüe castellano-euskera, tiene un  nivel  medio  alto  de  inglés  y  francés,  un  nivel  medio  bajo  de  chino  mandarín  y conocimientos básicos de alemán.  Inició su trayectoria profesional en el Departamento de Marketing de Ibermática en 1989 y en  1991  comenzó  a  trabajar  para  la  constructora  Alcer,  S.L.,  como  director  económico-financiero, cargo que desempeñó hasta 2001 y que compaginó durante varios años con el de director de Sistemas de Calidad, Prevención y Medio Ambiente.  Posteriormente,   ha   trabajado   para   la   empresa   Arian (2001-2012)   como   director económico-financiero  y  de  servicios  corporativos,  y  ha  sido  el  representante  legal  de  la actividad desarrollada por la compañía en China durante los años 2004 a 2011.  En  el  ámbito  académico,  ha  ejercido  en  los  primeros  años  de  la  década  de  los  noventa como profesor de la asignatura Modelos de Gestión de Recursos Humanos en la Facultad de Ciencias Económicas y Empresariales de la Universidad de Deusto en San Sebastián.
En las elecciones al Parlamento de Navarra, fue elegido parlamentario foral por la coalición Nafarroa Bai, donde permaneció hasta las siguientes elecciones, las del año 2015 que participó como segundo en  la candidatura de Geroa Bai. Gracias al acuerdo entre las fuerzas progresistas, Uxue Barkos fue investida presidenta de Navarra y Ayerdi fue llamado para ser el nuevo Vicepresidente Primero del Gobierno y con la cartera de Desarrollo Económico, entre el 23 de julio de 2015 y el 7 de agosto de 2019.
A partir del 7 de agosto de 2019, gracias al acuerdo de Gobierno en coalición en Navarra, donde la socialista María Chivite ejerce como Presidenta, es elegido consejero de Desarrollo Económico y Empresarial del Gobierno de Navarra. Actualmente también es presidente del consejo de administración de Trabajos Catastrales.
Desde 2012 hasta 2015 fue el presidente del Napar Buru Batzar (EAJ/PNV).
El 14 de diciembre de 2020 el Tribunal Supremo abre una causa penal contra él por presunta malversación y prevaricación de caudales públicos, por los préstamos concedidos, por un valor de 2,6 millones de euros, a la empresa Davalor Salud SL, durante su etapa como consejero en el gobierno presidido por Uxue Barkos.  el 4 de enero del 2021 es imputado por prevaricación. El 29 de enero de 2021 presenta su dimisión,